# Fèves
Fèves és un municipi francès, situat al departament del Mosel·la i a la regió del Gran Est. L'any 2007 tenia 928 habitants.

## Demografia

### Població
El 2007 la població de fet de Fèves era de 928 persones. Hi havia 326 famílies, de les quals 52 eren unipersonals (12 homes vivint sols i 40 dones vivint soles), 91 parelles sense fills, 159 parelles amb fills i 24 famílies monoparentals amb fills.
La població ha evolucionat segons el següent gràfic:
Habitants censats

### Habitatges
El 2007 hi havia 341 habitatges, 328 eren l'habitatge principal de la família, 3 eren segones residències i 10 estaven desocupats. 327 eren cases i 14 eren apartaments. Dels 328 habitatges principals, 242 estaven ocupats pels seus propietaris, 81 estaven llogats i ocupats pels llogaters i 4 estaven cedits a títol gratuït; 1 tenia una cambra, 3 en tenien dues, 13 en tenien tres, 92 en tenien quatre i 219 en tenien cinc o més. 290 habitatges disposaven pel capbaix d'una plaça de pàrquing. A 115 habitatges hi havia un automòbil i a 186 n'hi havia dos o més.

### Piràmide de població
La piràmide de població per edats i sexe el 2009 era:
| Homes | Edats   | Dones |
| ----- | ------- | ----- |
| 0     | 95 o +  | 0     |
| 0     | 90 a 94 | 0     |
| 0     | 85 a 89 | 0     |
| 0     | 80 a 84 | 0     |
| 12    | 75 a 79 | 4     |
| 16    | 70 a 74 | 16    |
| 20    | 65 a 69 | 16    |
| 20    | 60 a 64 | 24    |
| 24    | 55 a 59 | 28    |
| 28    | 50 a 54 | 24    |
| 12    | 45 a 49 | 24    |
| 28    | 40 a 44 | 36    |
| 44    | 35 a 39 | 52    |
| 32    | 30 a 34 | 28    |
| 32    | 25 a 29 | 40    |
| 4     | 20 a 24 | 0     |
| 28    | 15 a 19 | 40    |
| 52    | 10 a 14 | 36    |
| 60    | 5 a 9   | 44    |
| 16    | 0 a 4   | 32    |

## Economia
El 2007 la població en edat de treballar era de 596 persones, 444 eren actives i 152 eren inactives. De les 444 persones actives 399 estaven ocupades (213 homes i 186 dones) i 46 estaven aturades (19 homes i 27 dones). De les 152 persones inactives 45 estaven jubilades, 69 estaven estudiant i 38 estaven classificades com a «altres inactius».

### Ingressos
El 2009 a Fèves hi havia 330 unitats fiscals que integraven 919 persones, la mediana anual d'ingressos fiscals per persona era de 20.148 €.

### Activitats econòmiques
Dels 54 establiments que hi havia el 2007, 1 era d'una empresa extractiva, 2 d'empreses de fabricació de material elèctric, 1 d'una empresa de fabricació d'elements pel transport, 2 d'empreses de fabricació d'altres productes industrials, 5 d'empreses de construcció, 23 d'empreses de comerç i reparació d'automòbils, 3 d'empreses de transport, 1 d'una empresa d'hostatgeria i restauració, 1 d'una empresa d'informació i comunicació, 2 d'empreses financeres, 3 d'empreses immobiliàries, 5 d'empreses de serveis, 2 d'entitats de l'administració pública i 3 d'empreses classificades com a «altres activitats de serveis».
Dels 3 establiments de servei als particulars que hi havia el 2009, 2 eren lampisteries i 1 electricista.
Dels 8 establiments comercials que hi havia el 2009, 1 era una fleca, 2 botigues de roba, 1 una botiga d'equipament de la llar, 1 una sabateria, 1 una botiga de mobles, 1 una perfumeria i 1 una joieria.

## Equipaments sanitaris i escolars
El 2009 hi havia 1 escola maternal i 1 escola elemental.

## Poblacions més properes
El següent diagrama mostra les poblacions més properes.